# کتابخانه ملی اسپانیا
کتابخانهٔ ملی اسپانیا (به اسپانیایی: Biblioteca Nacional de España) یک کتابخانه عمومی است که بزرگ‌ترین کتابخانهٔ اسپانیا و یکی از بزرگ‌ترین کتابخانه‌های عمومی جهان به‌شمار می‌رود. این کتابخانه در پیاده‌راه رکولتوس مادرید واقع است.
در ۱۸۳۶ این کتابخانه از کنترل پادشاهی خارج شد و زیر نظر هیئت دولت درآمد و برای اولین‌بار کتابخانه ملی نامیده شد. در ۱۸۹۲، کار احداث ساختمانی که قرار بود به نمایشگاه آمریکای لاتین اختصاص یابد به‌پایان رسید و سال بعد مجموعه کتابخانه ملی که اداره امور فنی آن به دانشکده آرشیو و کتابداری اختصاص داشت، به طبقه هفتم این ساختمان منتقل شد.

در خلال قرن ۱۹ بیشتر کتاب‌های قدیمی و باارزشی که هم‌اکنون در اختیار کتابخانه قرار دارند، گردآوری شدند و این امر از طریق خریداری، اهدا یا دریافت مجموعه‌های توقیف‌شدهٔ فرقه‌های دینی محقق شد. 

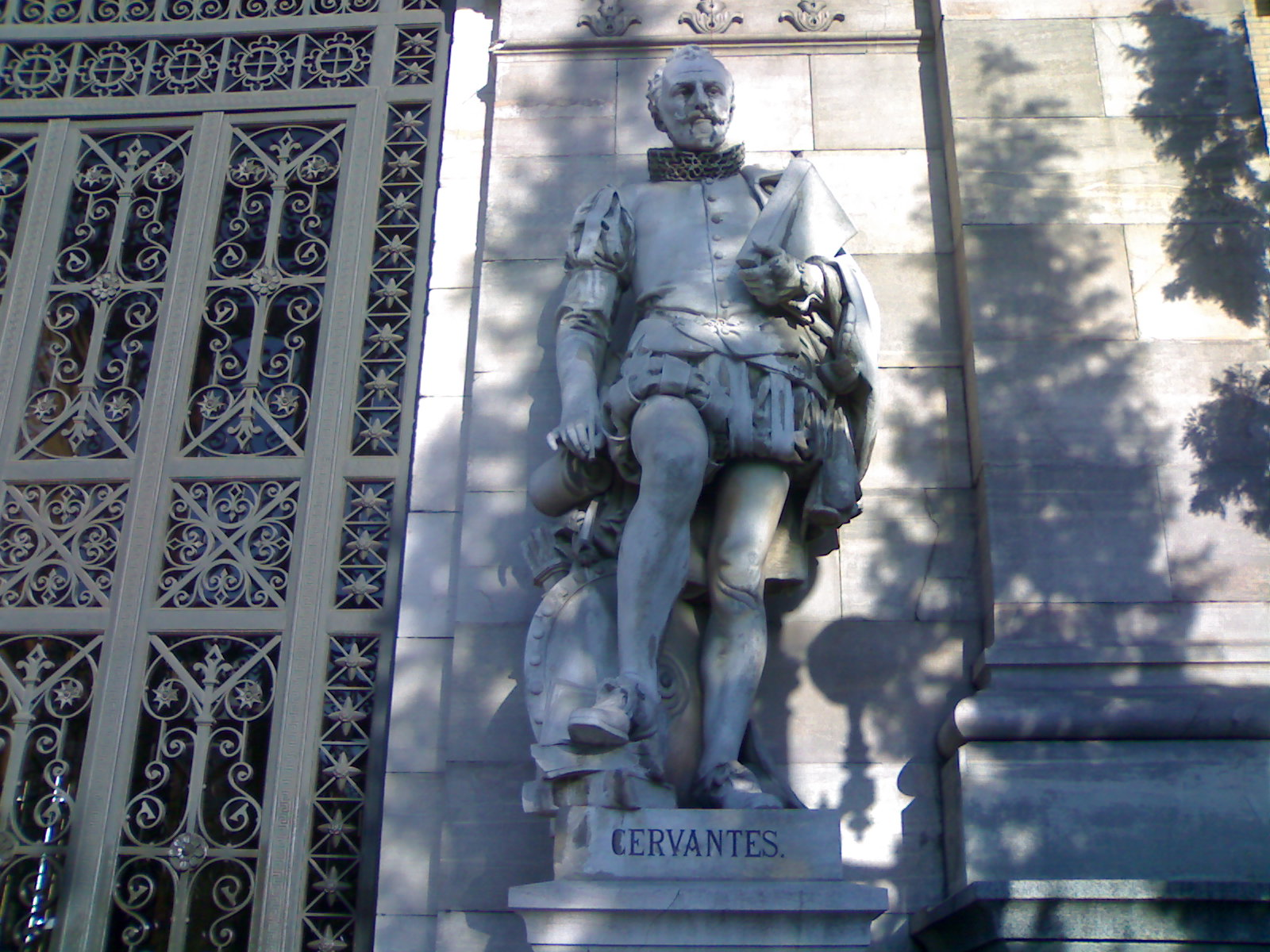
مجسمهٔ میگل د سروانتس در ورودی کتابخانهٔ ملی اسپانیا

در فاصله سال‌های ۱۹۵۶ تا ،۱۹۷۵ نوسازی‌های گسترده‌ای در داخل ساختمان مذکور انجام شد. تغییرات آن برای حفاظت مواد و بهسازی محیط برای کارکنان و استفاده‌کنندگان و همچنین تأمین امنیت کتابخانه ضروری بود. کتابخانه ملی عالی‌ترین مؤسسه کتابداری کشور اسپانیا و سرپرست نظام کتابخانه‌های این کشور است. این کتابخانه یک مؤسسه مستقل از لحاظ اداری، و وابسته به وزارت فرهنگ و آموزش است و در واقع یک شخصیت حقوقی دارد. ساختار سازمانی کتابخانه ملی اسپانیا از ۳ سطح تشکیل شده است: مدیریت کل، مدیریت فنی، و مدیریت اجرایی.